# Operação Juízo Final
Operação Juízo Final é uma operação da Polícia Federal deflagrada em 14 de novembro de 2014, representando a 7.ª fase das investigações da Operação Lava Jato. O alvo da operação foi o ex-diretor de Serviços da Petrobras, Renato Duque, e as cinco maiores empreiteiras do Brasil.
Segundo a denúncia do Ministério Público Federal, a Camargo Corrêa formara um cartel com outras importantes empreiteiras brasileiras, que teriam, de forma coordenada, fraudado sistematicamente as licitações da Petrobras para a construção de grandes unidades a partir de 2006, entre elas a Refinaria Abreu e Lima, em Pernambuco, a Refinaria Presidente Getúlio Vargas, mais conhecida como Repar, no Paraná, e o Complexo Petroquímico do Rio de Janeiro. As construtoras se reuniam em torno de algo que denominavam de clube, ajustavam previamente suas propostas e decidiam quem sairia vencedor em cada licitação da Petrobras. E ainda eram contratadas pelo maior preço admitido pela estatal. Para aumentar o sucesso do cartel, as empreiteiras também corromperam diversos empregados do alto escalão da Petrobras, entre eles o ex-diretor Paulo Roberto Costa, pagando percentual sobre o contato em troca de convites para as licitações e informações privilegiadas. Por meio do esquema, ainda de acordo com a denúncia dos procuradores da Lava Jato, a Camargo Corrêa saiu vencedora em licitaçoes para obras na Repar e na Refinaria Abreu e Lima, executadas em consórcio com outras empresas lideradas por ela.  Em troca da ajuda na Petrobras, os diretores da Camargo Corrêa teriam desviado cerca de 1% do valor dos contratos e aditivos para o esquema, parte entregue diretamente ao então diretor de Abastecimento Paulo Roberto Costa. Depois que ele se aposentou, continuou recebendo dinheiro da propina com a simulação de contrato de consultoria com sua empresa, a Costa Global.
A segunda empreiteira que teve executivos condenados foi a OAS, em 5 de agosto de 2015. Das nove pessoas denúnciadas, sete foram condenadas por corrupção, lavagem de dinheiro e participação em organização criminosa.  Os executivos da OAS foram considerados culpados por fraudar licitações da Petrobras, em cartel, a partir de 2006. O presidente da OAS, José Aldemário Pinheiro, conhecido como Leo Pinheiro, foi condenado a 16 anos e 4 meses de prisão. Durante o inquérito, a policia encontrou provas de que Youseff fez operações com a OAS até os últimos dias antes de ser preso.
Sérgio Mendes, da Mendes Júnior, recebeu pena de 19 anos e quatro meses por corrupção, lavagem de dinheiro e organização criminosa. Gerson Almada, da Engevix, também foi sentenciado a 19 anos de prisão pelos mesmos crimes. Erton Medeiros da Fonseca recebeu pena de 12 anos e cinco meses.
Em maio de 2016, os processos estavam em fase de recurso. Ao total, foram cumpridos 85 mandados judiciais. Foram mobilizados 300 policiais federais para cumprir os 49 mandados de busca, 6 de prisão preventiva, 21 de prisão temporária e 9 de condução coercitiva.

## Denunciados
- Alberto Youssef, doleiro.[5]
- Paulo Roberto Costa, ex-diretor de Abastecimento da Petrobras.[5]
- Waldomiro de Oliveira, dono da MO Consultoria.[5]
- Fernando Soares, lobista conhecido como Fernando Baiano, apontado como um dos operadores do esquema de corrupção na Petrobras.[5]
- Júlio Camargo, executivo da Toyo Setal.[5]
- Nestor Cerveró, ex-diretor da área Internacional da Petrobras.[5]
- Adarico Negromonte, apontado como emissário de Youssef.[5]
- Dalton Santos Avancini, presidente da Camargo Corrêa.[5]
- Eduardo Hermelino, vice-presidente da Camargo Corrêa.[5]
- Jayme Alves de Oliveira Filho, acusado de atuar com Youssef na lavagem de dinheiro.[5]
- João Ricardo Auler, presidente do Conselho de Administração da Camargo Corrêa.[5]
- Marcio Andrade Bonilho, sócio e administrador da empresa Sanko-Sider.[5]
- Ricardo Ribeiro Pessoa, presidente da construtora UTC.[5]
- Carlos Alberto Pereira da Costa, representante formal da GFD Investimentos, pertencente a Alberto Youssef e réu em outros processos. ligados a Lava Jato.[5]
- Enivaldo Quadrado, ex-dono da corretora Bônus Banval, que atuava na área financeira da GFD.[5]
- João Procópio de Almeida Prado, apontado como operador das contas de Youssef no exterior.[5]
- Sergio Cunha Mendes, vice-presidente executivo da Mendes Júnior.[5]
- Rogério Cunha de Oliveira, diretor da área de óleo e gás da Mendes Júnior.[5]
- Ângelo Alves Mendes, vice-presidente da Mendes Júnior.[5]
- Alberto Elísio Vilaça Gomes, executivo da Mendes Júnior.[5]
- José Humberto Cruvinel Resende, funcionário da Mendes Júnior.[5]
- Antônio Carlos Fioravante Brasil Pieruccini, advogado que teria recebido propina de Alberto Youssef.[5]
- Mario Lúcio de Oliveira, diretor de uma agência de viagens que atuava na empresa GFD, segundo delação de Alberto Youssef.
- João de Teive e Argollo, diretor de Novos Negócios na UTC.[5]
- Sandra Raphael Guimarães, funcionária da UTC.[5]
- Gerson de Mello Almada, vice-presidente da empreiteira Engevix.[5][5]
- Carlos Eduardo Strauch Albero, diretor da Engevix.
- Newton Prado Júnior, diretor da Engevix.[5]
- Luiz Roberto Pereira, ex-diretor da Engevix.[5]
- João Alberto Lazzari, representante da OAS.[5]
- Agenor Franklin Magalhães Medeiros, diretor-presidente da área internacional da OAS.[5]
- Fernando Augusto Stremel Andrade, funcionário da OAS.[5]
- José Adelmário Pinheiro Filho, presidente da OAS.[5]
- José Ricardo Nogueira Breghirolli, apontado como contato de Youssef com a OAS.[5]
- Mateus Coutinho de Sá Oliveira, funcionário da OAS.[5]
- Dário de Queiroz Galvão Filho, executivo da Galvão Engenharia.[5]
- Eduardo Queiroz Galvão, executivo da Galvão Engenharia.[5]
- Jean Alberto Luscher Castro, diretor presidente da Galvão Engenharia.[5]
- Erton Medeiros Fonseca, diretor de negócios da Galvão Engenharia.[5]

## Prisões
- Nestor Cerveró[6]
- Fernando Soares (conhecido como Fernando Baiano)[6]
- Ricardo Pessoa[6]
- José Aldemário Pinheiro Filho (conhecido como Léo Pinheiro)[6]
- Matheus Coutinho de Sá Oliveira[6]
- João Ricardo Auler[6]
- Dalton dos Santos Avancini[6]
- Agenor Medeiros[6]
- Eduardo Hermelino Leite[6]
- Gerson de Mello Almada[6]
- José Ricardo Nogueira[6]
- Sérgio Cunha Mendes[6]